# Петгас
Петгас или Петгс (грч. Πεντάλοφος, Пендалофос) је насељено место у општини Пеонија у периферији Средишња Македонија, Грчка. Према попису из 2021. године било је 155 становника.
Према бугарском географу и историчару, Василу Канчову, у Петгасу је 1900. године живело 330 Словена хришћана. Од 1924. до 1925. године принудно је исељено у Бугарску 20 породица (114 особа) а на њихово место је насељено 27 грчких избегличких породица, укупно 100 особа. На попису из 1940. године Петгас је имао 319 становника, од чега 279 Словена и 40 Грка.